# Ernesto Adalberto d'Harrach
Ernesto Adalberto d'Harrach, in tedesco Ernst Adalbert von Harrach (Vienna, 4 novembre 1598 – Vienna, 25 ottobre 1667), è stato un cardinale e arcivescovo austriaco, arcivescovo di Praga e principe vescovo di Trento.

## Biografia
Ernst Adalbert nacque figlio secondogenito del barone Karl von Harrach e di sua moglie, la nobildonna Maria Elisabeth von Schrattenbach.
Dopo la conclusione degli studi al Collegio dei Gesuiti di Königgrätz, continuò a studiare a Roma. Mentre era ancora studente venne nominato dapprima tesoriere e poi segretario pontificio. All'età di 25 anni venne nominato arcivescovo di Praga dopo la morte del suo predecessore in tale incarico, Jan Lohelius e venne elevato alla porpora cardinalizia nel 1626.
Incarnava per la propria epoca il modello di ecclesiastico con una solida educazione, energico, rappresentativo dei valori essenziali. La sua visione della riforma generale lo rese vicino agli ambienti ecclesiastici post-riformisti, promuovendo anche l'aumento degli ecclesiastici.
Con questo proposito, nel 1631 fondò il seminario arcivescovile di Praga e nel 1655 istituì la Diocesi di Litoměřice mentre nel 1664 fondò quella di Hradec Králové. Fece costruire anche molte chiese e conventi, accogliendo quasi tutti gli ordini religiosi presenti all'epoca nei propri domini con libero accesso.
Nel 1665 venne nominato anche principe vescovo di Trento.
Morì a Vienna il 25 ottobre 1667.

## Genealogia episcopale e successione apostolica
La genealogia episcopale è:
- Cardinale Scipione Rebiba
- Cardinale Giulio Antonio Santori
- Cardinale Girolamo Bernerio, O.P.
- Arcivescovo Galeazzo Sanvitale
- Cardinale Ludovico Ludovisi
- Cardinale Marco Antonio Gozzadini
- Cardinale Ernesto Adalberto d'Harrach

La successione apostolica è:
- Cardinale Gaspare Mattei (1639)
- Arcivescovo Giuseppe Corti (1654)
- Cardinale Guidobald von Thun und Hohenstein (1654)
- Vescovo Mihalj Jahnn, O.F.M. (1658)
- Vescovo Giovanni Battista Barsotti (1663)
- Arcivescovo Matouš Ferdinand Sobek z Bílenberka, O.S.B. (1665)
- Vescovo Daniel Vitus Nastoupil (1665)

## Ascendenza
|                                      |                           |                               | Genitori                                   |  |  | Nonni |  |  | Bisnonni                              |  |  | Trisnonni                              |  |
|                                      |                           |                               |                                            |  |  |       |  |  | Leonhard IV, barone di Harrach-Rohrau |  |  | Leonhard III, barone di Harrach-Rohrau |  |
|                                      |                           |                               |                                            |  |  |       |  |  | Leonhard IV, barone di Harrach-Rohrau |  |  | Leonhard III, barone di Harrach-Rohrau |  |
|                                      |                           | Barbara von Gleinitz          |                                            |  |  |       |  |  | Leonhard IV, barone di Harrach-Rohrau |  |  |                                        |  |
| Leonhard V, barone di Harrach-Rohrau |                           |                               |                                            |  |  |       |  |  | Leonhard IV, barone di Harrach-Rohrau |  |  |                                        |  |
|                                      |                           | Barbara zu Windisch-Graetz    | Siegfried, signore di Windisch-Graetz      |  |  |       |  |  |                                       |  |  |                                        |  |
|                                      |                           | Barbara zu Windisch-Graetz    | Siegfried, signore di Windisch-Graetz      |  |  |       |  |  |                                       |  |  |                                        |  |
|                                      |                           | Barbara zu Windisch-Graetz    | Afra Grasswein                             |  |  |       |  |  |                                       |  |  |                                        |  |
| Karl, conte di Harrach-Rohrau        |                           | Barbara zu Windisch-Graetz    |                                            |  |  |       |  |  |                                       |  |  |                                        |  |
|                                      |                           | Karl I, conte di Hohenzollern | Eitel Friedrich III, conte di Hohenzollern |  |  |       |  |  |                                       |  |  |                                        |  |
|                                      |                           | Karl I, conte di Hohenzollern | Eitel Friedrich III, conte di Hohenzollern |  |  |       |  |  |                                       |  |  |                                        |  |
|                                      |                           | Karl I, conte di Hohenzollern | Johanna van Witthem                        |  |  |       |  |  |                                       |  |  |                                        |  |
| Marie Jakobe von Hohenzollern        |                           | Karl I, conte di Hohenzollern |                                            |  |  |       |  |  |                                       |  |  |                                        |  |
|                                      |                           | Anna von Baden-Durlach        | Ernst I, margravio di Baden-Durlach        |  |  |       |  |  |                                       |  |  |                                        |  |
|                                      |                           | Anna von Baden-Durlach        | Ernst I, margravio di Baden-Durlach        |  |  |       |  |  |                                       |  |  |                                        |  |
|                                      |                           | Anna von Baden-Durlach        | Elisabeth von Brandenburg-Ansbach-Kulmbach |  |  |       |  |  |                                       |  |  |                                        |  |
| Ernst Adalbert von Harrach           |                           | Anna von Baden-Durlach        |                                            |  |  |       |  |  |                                       |  |  |                                        |  |
|                                      | Pankraz von Schrattenbach | Vinzenz von Schrattenbach     |                                            |  |  |       |  |  |                                       |  |  |                                        |  |
|                                      | Pankraz von Schrattenbach | Vinzenz von Schrattenbach     |                                            |  |  |       |  |  |                                       |  |  |                                        |  |
|                                      | Pankraz von Schrattenbach | Margarethe Hag von Steyregg   |                                            |  |  |       |  |  |                                       |  |  |                                        |  |
| Maximilian, barone di Schrattenbach  | Pankraz von Schrattenbach |                               |                                            |  |  |       |  |  |                                       |  |  |                                        |  |
|                                      |                           | Elisabeth Sauer von Kosiak    | Jodok Sauer von Kosiak                     |  |  |       |  |  |                                       |  |  |                                        |  |
|                                      |                           | Elisabeth Sauer von Kosiak    | Jodok Sauer von Kosiak                     |  |  |       |  |  |                                       |  |  |                                        |  |
|                                      |                           | Elisabeth Sauer von Kosiak    | Sibylla von der Dürr                       |  |  |       |  |  |                                       |  |  |                                        |  |
| Maria Elisabeth von Schrattenbach    |                           | Elisabeth Sauer von Kosiak    |                                            |  |  |       |  |  |                                       |  |  |                                        |  |
|                                      |                           | Wilhelm von Grasswein         | Stephan von Grasswein                      |  |  |       |  |  |                                       |  |  |                                        |  |
|                                      |                           | Wilhelm von Grasswein         | Stephan von Grasswein                      |  |  |       |  |  |                                       |  |  |                                        |  |
|                                      |                           | Wilhelm von Grasswein         | Catharina von Harrach                      |  |  |       |  |  |                                       |  |  |                                        |  |
| Anna von Grasswein                   |                           | Wilhelm von Grasswein         |                                            |  |  |       |  |  |                                       |  |  |                                        |  |
|                                      |                           | Helena von Herberstein        | Hanns, conte di Herberstein                |  |  |       |  |  |                                       |  |  |                                        |  |
|                                      |                           | Helena von Herberstein        | Hanns, conte di Herberstein                |  |  |       |  |  |                                       |  |  |                                        |  |
|                                      |                           | Helena von Herberstein        | Margarethe von Racknitz                    |  |  |       |  |  |                                       |  |  |                                        |  |
|                                      |                           | Helena von Herberstein        |                                            |  |  |       |  |  |                                       |  |  |                                        |  |